# Silberturm
Il Silberturm (letteralmente: "torre d'argento") è un grattacielo della città tedesca di Francoforte sul Meno, aperto nel 1978.

## Storia
Il grattacielo fu costruito dal 1975 al 1978 su progetto di H. G. Beckert e G. Becker per ospitare la sede della Dresdner Bank. Nel 1991 la costruzione fu ampliata con l'erezione di un corpo basso antistante, posto in fregio alla Gallusanlage, progettato da W. Hanig, H. Scheid e J. Schmidt.

## Caratteristiche
Il grattacielo ha un'altezza di 166,30 m e conta 32 piani fuori terra e 2 sotterranei. Esso ha una pianta articolata, con il corpo principale affiancato da due corpi-scala più alti, che contengono anche gli impianti tecnici. La facciata è rivestita in alluminio.Il grattacielo è fondato su una piastra in calcestruzzo armato spessa 4 m. Il corpo basso antistante ha facciate rivestite in granito verde e vetro, ed è coronato superiormente da un timpano che cita l'antica stazione Main-Weser esistita in passato sull'area.